# بنیاد کمک‌های نیکوکارانه
بنیاد کمک‌های نیکوکارانه (به انگلیسی: The Charities Aid Foundation) (CAF) یک سازمان خیریه ثبت شده در انگلستان است. این بنیاد برای سازمان‌های سازمان نیکوکاری در انگلستان و دیگر کشورهای جهانی و اهداکنندگان خدمات فراهم کرده و به آن‌ها یاری می‌رساند. هم چنین کمک‌های مالی برای نیکوکاری و خیریه را در میان مردم ترویج می‌دهد.
دفتر مرکزی بنیاد کمک‌های نیکوکارانه CAF در بخش اداری کینگز هیل واقع در وست مالینگ در شهرستان کنت و شعبه دیگر در لندن واقع شده‌است.